# American Oriental Society
Die American Oriental Society (AOS) ist eine 1842 gegründete orientalistische Wissenschaftsgesellschaft.
Die AOS wurde am 7. September 1842 gemäß einem Gesetz von Massachusetts gegründet und ist damit eine der ältesten amerikanischen Wissenschaftsgesellschaften überhaupt. Zu ihren Gegenstandsbereichen zählt die Förderung der Philologie, Literatur- und Textkritik, Paläografie, Epigraphik, Sprachwissenschaft, Biographie, Archäologie und die Ideen- und Mediengeschichte orientalischer Kulturen.
Ihr Ziel wird in ihren Statuten wie folgt beschrieben:

„The scope of the Society's purpose is not limited by temporal boundaries: All sincere students of man and his works in Asia, at whatever period of history are welcomed to membership.“

„Der Umfang der Ziele der Gesellschaft ist in keine zeitlichen Grenzen eingebunden: Jeder, der sich ernsthaft um die Erforschung des Menschen und seines Werks in Asien bemüht, gleich in welchem geschichtlichen Zeitraum, ist als Mitglied willkommen.“

Die AOS ist eng mit der Yale University verbunden und ihr Buchbestand auch in deren Bibliothek integriert. Durch die AOS wird die jährlich erscheinende Zeitschrift The Journal of the American Oriental Society sowie die Schriftenreihe American Oriental Series herausgegeben. Präsidenten der AOS waren unter anderem Theodore Dwight Woolsey (1801–1889), James Hadley, William Dwight Whitney, Daniel Coit Gilman (1831–1908), William Hayes Ward (1835–1916), Crawford H. Toy (1836–1919), Morris Jastrow, Jr. (1861–1921), Franz Rosenthal, Hans Gustav Güterbock und Thorkild Jacobsen (1993).